# Office fédéral des assurances privées
L'Office fédéral des assurances privées (OFAP) est un office fédéral suisse, chargé de la régulation et de la surveillance du marché de l'assurance-vie et de l'assurance maladie. 
Il a été dissous le 1er janvier 2009 et ses tâches ont été reprises, entre autres, par l'Autorité fédérale de surveillance des marchés financiers (FINMA).